# Pasadena Museum of History

## Descrizione e storia
Il Pasadena Museum of History è un museo privato senza scopo di lucro e una biblioteca di ricerca situata a Pasadena, California. È l'unica istituzione dedicata alla storia, all'arte e alla cultura della Pasadena storica e della Valle di San Gabriel occidentale. 
Con sede centrale nei pressi di una vecchia tenuta di Pasadena, le strutture includono il Museo del Centro Storico di Pasadena, i giardini Fenyes, una biblioteca di ricerca e archivi, la Curtin House e il Museo Finlandese d'Arte Popolare. 
Con mostre pubbliche, visite guidate, conferenze, seminari e laboratori, il Museo di Storia di Pasadena promuove la conoscenza della storia, della cultura, delle arti e delle scienze rilevanti per Pasadena e per le comunità limitrofe.

## Storia
La città di Pasadena è stata fondata nel 1874, quando alcuni membri della Colonia Indiana si stabilirono lungo le rive dell'Arroyo Seco. Nel 1924 la Società Storica Pasadena iniziò a raccogliere informazioni sulla storia della zona, con un unico archivio di materiale raccolto dai volontari. Nel 1932, alla società storica fu data una stanza all'Auditorium Civico di Pasadena. Nel 1958 la collezione si trasferì nella Biblioteca Pubblica di Pasadena, dove fu conservata da volontari. Nel 1970 grazie ad un regalo della famiglia Paloheimo, il museo si trasferì nella sua attuale posizione nel parco storico di due acri della Tenuta Fenyes.
Nel 1993 il Centro Storico è stato completato per ospitare la biblioteca di ricerca e le aree di deposito archivistico per le collezioni in crescita del museo. Nel 2000 il museo ha aggiunto gallerie, sale conferenze, un deposito museale e uffici amministrativi.
Il museo è aperto al pubblico e offre mostre speciali, tour, conferenze, seminari e workshop su aspetti dell'architettura locale, belle arti, letteratura, letteratura, scienza, questioni sociali, storie personali e conquiste storiche eccezionali. I tour sono offerti anche agli studenti delle scuole locali. Il Museo di Storia di Pasadena è supportato da biglietti d'ingresso e donazioni di corporazioni, imprese, fondazioni e membri del Museo.

### Archivi e collezioni
La Biblioteca e l'Archivio di Ricerca del Museo di Storia di Pasadena conserva la più grande e completa raccolta di documenti e manufatti relativi alla storia della città. La Biblioteca contiene ben oltre un milione di foto storiche, libri rari, manoscritti e mappe, documenti architettonici e molto altro ancora. La collezione del museo comprende un'ampia collezione d'arte, tra cui dipinti di pittori en plein air locali, così come tessuti, ceramiche, arredi e altri materiali tridimensionali di importanza storica per il territorio. La collezione di costumi e tessuti del museo comprende più di 3.000 manufatti risalenti al periodo 1880-1970.
Circa un milione di immagini fotografiche, alcune in formato solo negativo, sono contenute nell'ampio archivio fotografico del museo, che presenta opere di importanti fotografi di Pasadena degli inizi del XIX secolo, oltre ad album fotografici, stereografie e cartoline. Il museo ospita anche collezioni fotografiche provenienti da Pasadena Star-News e dai fotografi locali J. Allen Hawkins e Flag Studios. L'archivio dei giornali del museo comprende diversi giornali locali, tra cui copie rilegate del Pasadena Star dal 1886 al 1924. La biblioteca ospita circa mille libri e più di 300 manoscritti risalenti agli anni 1830.
L'archivio contiene anche i rapporti di progettazione e conservazione storica del Dipartimento di Pianificazione di Pasadena e le mappe storiche di Pasadena e della San Gabriel Valley.
L'archivio ospita più di 150 collezioni speciali donate da privati, organizzazioni e privati attivi a Pasadena. Tra questi figurano la collezione di disegni architettonici di Sylvanus Marston; la collezione Tournament of Roses; la collezione della famiglia Giddings-Hollingsworth; i documenti Fenyes-Curtin-Paloheimo; la collezione Black History; e la collezione Hugh Anderson/Model Grocery Company. Le collezioni speciali sono elencate sul sito web del museo e alcune sono disponibili attraverso il sito dell'Online Archives of California.
La Biblioteca e l'Archivio si trovano al piano inferiore del Centro Storico e sono aperti dal giovedì alla domenica dalle 13.00 alle 16.00. Il parcheggio gratuito è disponibile presso il lotto del museo.
Un'ampia collezione di arti decorative, dipinti, costumi, tessuti e carte della famiglia Fenyes è ospitata nel Museo di Storia di Pasadena e nella stessa Fenyes Mansion. Costruito nel 1906, il palazzo Fenyes è una proprietà storica che ha ospitato quattro generazioni della famiglia Fenyes-Curtin-Paloheimo e un marchio di qualità culturale di Pasadena.
Il museo custodisce il palazzo Fenyes in stile tradizionale edoardiano, mentre l'interno è arredato con mobili e arredi d'epoca. Il museo offre regolarmente visite guidate anche dei giardini circostanti. La collezione della famiglia Fenyes comprende oltre 3.800 acquerelli e bozzetti dipinti da Eva Scott Fenyes, artista e viaggiatore vissuta tra il 1866 e il 1929, oltre a opere d'arte decorativa donate dalla famiglia al museo.